# Højby (Odsherred Kommune)
 For alternative betydninger, se Højby. (Se også artikler, som begynder med Højby)
Højby er en stationsby på Nordvestsjælland med 1.418 indbyggere  (2024), beliggende i Højby Sogn ca. 6 kilometer vest for Nykøbing Sjælland. Byen ligger i Odsherred Kommune og tilhører Region Sjælland.
Navnet "Højby" stammer fra byens beliggenhed mellem nogle høje. Højby Kirke har nogle meget gamle og spændende kalkmalerier. Endvidere er solvognen fundet i Trundholm mose i nabosognet Nørre Asmindrup.

## Historie
Omkring 1870 blev byen beskrevet således: "Høiby, med Kirken, Præstegaard, Skole, Pogeskole, Kro og Veirmølle".
Omkring år 1900 blev byen beskrevet således: "Højby med Kirke, Præstegd., Skole, Pogeskole, Forsamlingshus (opf. 1890), Sparekasse (opr. 27/11 1884; 31/3 1895 var Sparernes samlede Tilgodehavende 132,732 Kr., Rentefoden 33/5 pCt., Reservefonden 7892 Kr., Antal af Konti 712), Andelsmejeri, Mølle og Teglværk (ved Højby skal der være Station paa Odsherredsbanen)".
Højby stationsby havde 417 indbyggere i 1916.
I mellemkrigstiden fortsatte byen sin udvikling: Højby stationsby havde 392 indbyggere i 1921, 435 i 1925, 471 i 1930, 428 i 1935 og 480 i 1940.
Efter 2. verdenskrig fortsatte byen sin udvikling: den havde 508 indbyggere i 1945, 564 i 1950, 559 i 1955, 653 i 1960 og 661 i 1965.